# موتور عشایری دهقانی
موتور عشایری دهقانی یک منطقهٔ مسکونی در ایران است که در دهستان دشتاب واقع شده‌است. موتور عشایری دهقانی ۴۶ نفر جمعیت دارد.